# Flavio Gismondi

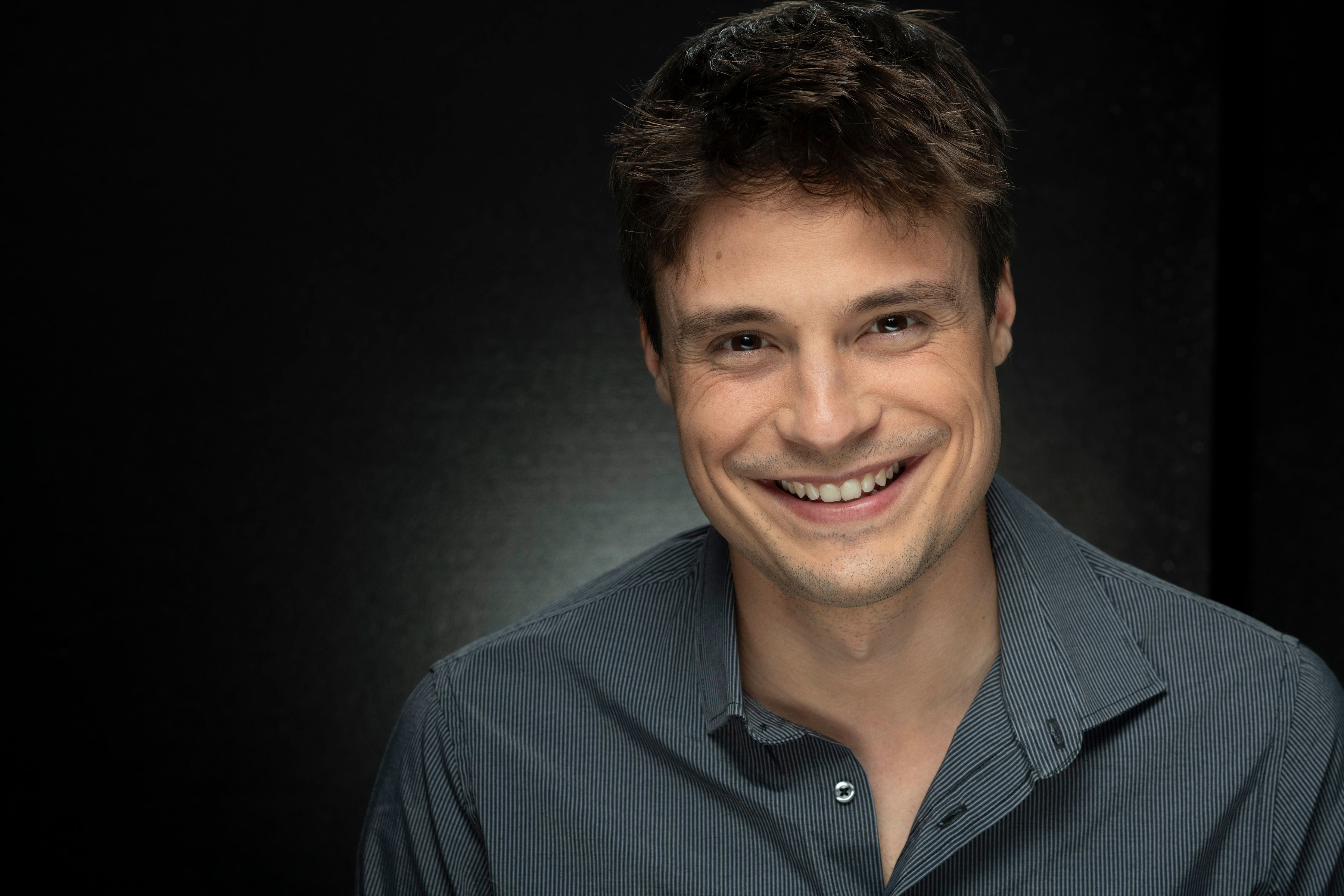
Flavio Gismondi

Flavio Gismondi (Roma, 20 maggio 1989) è un cantante e attore italiano.

## Biografia
Nasce a Roma e si avvicina alla musica fin da piccolo. Studia prima violino e successivamente pianoforte presso il conservatorio Santa Cecilia di Roma, dove studia inoltre composizione, armonia e solfeggio. In seguito studia presso la New York Film Academy. Alterna alla principale attività teatrale, specialmente nel genere musical, apparizioni in film, serie TV, pubblicità e trasmissioni televisive.
Nel 2007 è stato scelto per il ruolo di Romeo nell'opera popolare Giulietta e Romeo di Riccardo Cocciante, con debutto all'Arena di Verona. Nel 2009 viene selezionato per interpretare Matias Beltran nel musical Il mondo di Patty - Il musical più bello, spettacolo da cui in seguito viene tatto un film. Ottiene il ruolo di Matias anche in Patito Feo, versione spagnola dello spettacolo.  Nel 2011-2012 interpreta il ruolo di Gianluca Palladini in Un posto al sole. Nel 2015 è Jack Kelly, il protagonista della prima produzione italiana del musical Disney Newsies, al Teatro Nazionale (Milano).
Nel 2017 torna a lavorare in Spagna nel musical Dirty Dancing con la regia di Federico Bellone. Sempre in Spagna interpreta Joe Gillis in Sunset Boulevard al fianco di Paloma San Basilio. Nel 2019 in Olanda interpreta il ruolo di Galileo Figaro nello spettacolo We Will Rock You di Massimo Romeo Piparo.
Nel 2024 ottiene la parte di Nick Piazza in Saranno famosi, il musical per la regia di Luciano Mattia Cannito. Lo spettacolo viene replicato per due anni consecutivi.
Da maggio 2025 torna ad interpretare il ruolo di Gianluca Palladini in Un posto al sole

## Teatro
- Giulietta e Romeo - Opera popolare di Riccardo Cocciante e Pasquale Panella (2007-2008)
- Il mondo di Patty - Il musical più bello  (2009-2010)
- Patito Feo (Spagna)  (2010)
- Mumy, Bamboccioni allo sbaraglio di Renato Capitani (2011)
- Aladin - con la compagnia del musical  (2011-2012)
- Macbeth Musical Tragedy (2012)
- Spring Awakening - Rock Musical, regia di Emanuele Gamba (2012-2015)[13]
- American Bar ,regia di Federico Bellone (2013)
- Newsies , regia di Federico Bellone (2015)
- Jersey Boys , regia di Claudio Insegno (2016-2017)
- Jersey Boys (Francia) , regia di Claudio Insegno (2017)
- Dirty Dancing (Spagna), regia di Federico Bellone (2017)
- Sunset Boulevard (Spagna),regia di Jaime Azpilicueta (2018)
- Flashdance, regia di Chiara Noschese (2019)
- We Will Rock You (Olanda) ,regia Massimo Romeo Piparo (2019)[14]
- Piccole Donne- Il musical di Broadway, regia Fabrizio Angelini (2021-2023)
- Saranno famosi ,Fame (musical) , regia Luciano Mattia Cannito (2024-2025)

## Filmografia

### Cinema
- Il mondo di Patty - Il musical più bello, regia di Christian Biondani (2010)
- Amici Come Prima (Film), regia di Christian De Sica (2018)

### Televisione
- Un posto al sole – Serie TV (2011-2012; 2025)
- Yo Quisiera -  Serie TV, S2 E3 (2018)[15]

## Altre Attività

### Spot Pubblicitari
- COMMA 8 - Rai Edu (2012)
- Gate-C - Doppiatore (2012)
- YouDermGel - Menarini (2012-2013)
- Study Tour (Amici) - regia di Giancarlo Conti (2012)

### Musica
- Vorrei , duetto con Ramona Badescu (2009)
- Canzone Sarai Videoclip, regia di Piergiorgio Seidita (2011)
- 12 Tenors (Germania) Tour (2022-2023)

### Web series
- Mind - The Series, regia di Piergiorgio Seidita (2011)
- One Month - The Series, regia di Piergiorgio Seidita (2012)

## Riconoscimenti
- Migliore interprete nel ruolo di Romeo al Festival Nazionale Cinema Teatro e Televisione, Comune di Villa Basilica (Lucca) (2008)
- Miglior interprete nel ruolo di Romeo e Miglior Musical al Napoli Cultural Classic, Comune di Nola (Napoli) (2009)
- MIglior rappresentante dell'universo giovanile nel ruolo di Matías Beltràn presso Oggiono Film Festival  (2010)
- Premio Nazionale "Sandro Massimini [16]" alla carriera, assegnato dall'Associazione Internazionale dell'Operetta Friuli Venezia Giulia (2021)

## Collegamenti Esterni
- Flavio Gismondi, su mymovies.it.
- Flavio Gismondi, su imdb.com.